# Fez (chapéu)

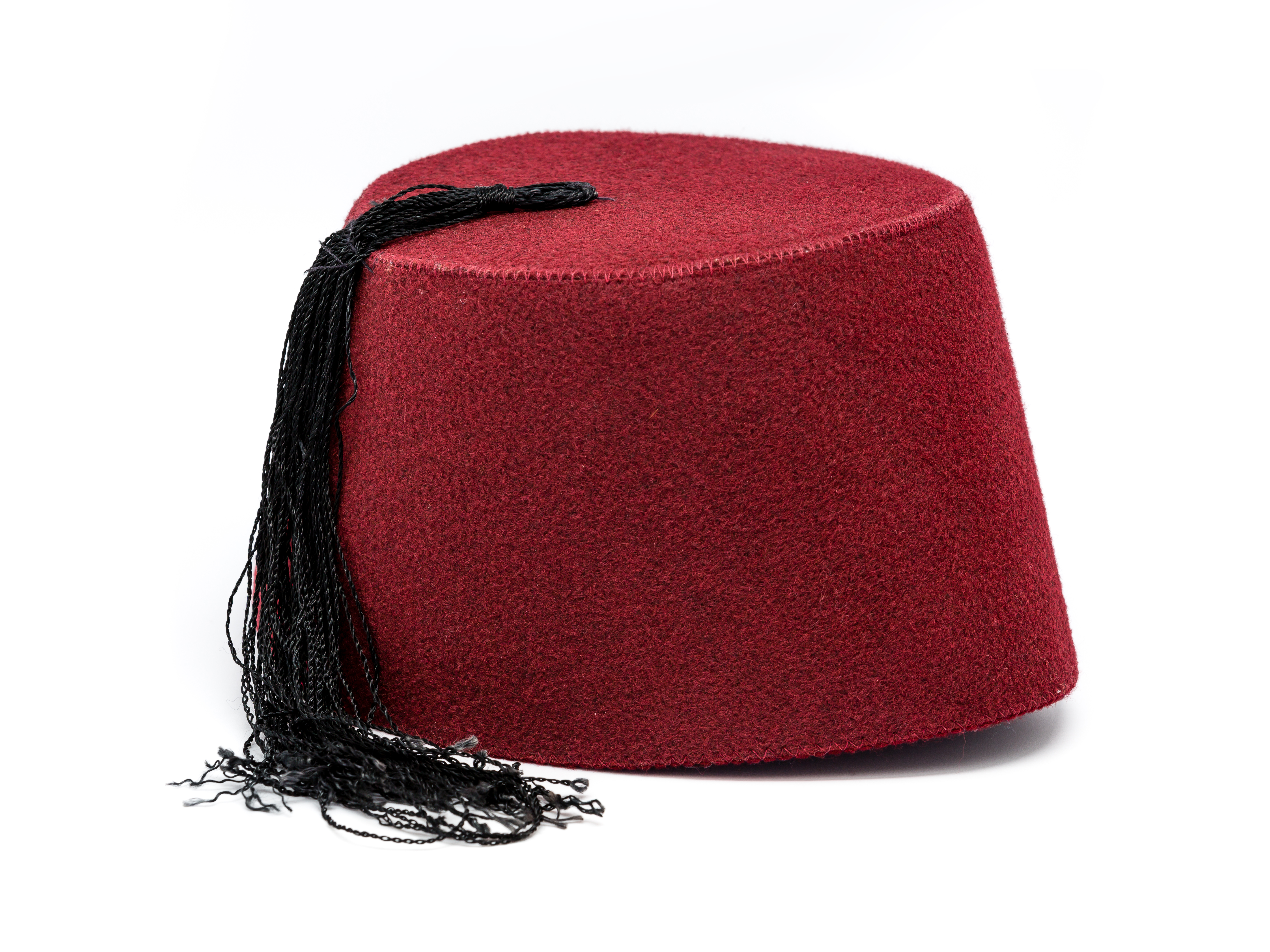

O fez, também conhecido como tarbush, é um pequeno chapéu de feltro ou pano muitas vezes de cor avermelhada e utilizados em conjunto com um turbante. Apenas os homens usam fez. Foi muito popular durante o Império Otomano, quando foi incorporado ao traje oficial do governo. Em 1925, o fez foi proibido na Turquia como parte das reformas do Presidente Kemal Atatürk. Desde então, o fez deixou de fazer parte do vestuário masculino turco.